# ماريا دولينا
ماريا إيفانيفنا دولينا (بالأوكرانية: Марія Іванівна Доліна) (بالروسية: Мария Ивановна Долина) (18 ديسمبر 1922 - 3 مارس 2010)، طيارة سوفييتية ونائبة وقائدة. كانت نشطة على جبهة بحر البلطيق خلال الحرب العالمية الثانية. في 18 أغسطس 1945، حصلت دولينا على لقب بطل الاتحاد السوفيتي.

## حياتها

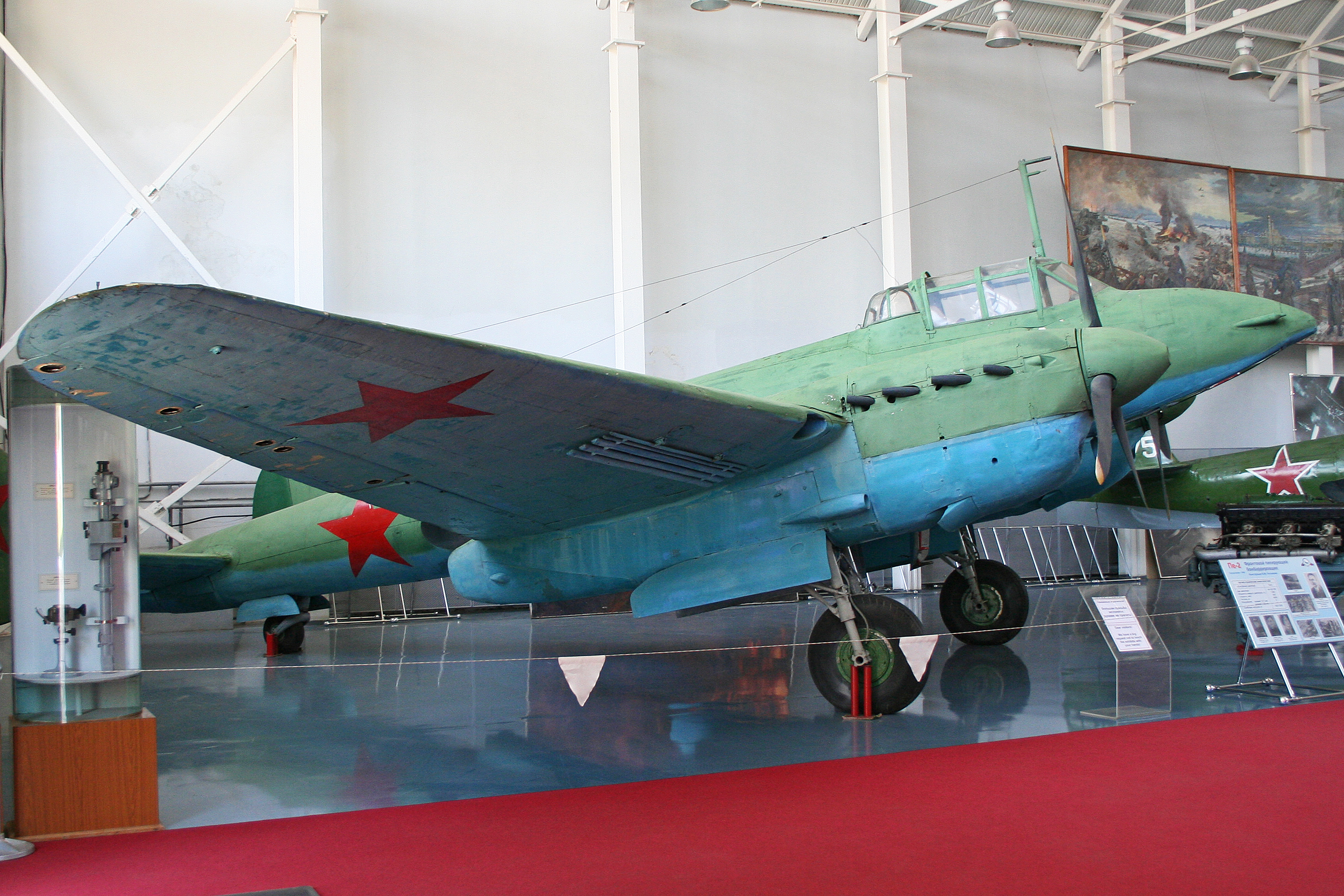
واحدة من ثلاث هياكل طائرات من طراز Pe-2 باقية. متغير "FT"، إصدار المنتج الرئيسي

ولدت ماريا في قرية شاروفكا، (مقاطعة بولتافسكي الحالية، أوبلاست أومسك في سيبيريا). كانت دولينا الابنة الكبرى لأب وأم من الفلاحين. في عام 1934، بعد أن فقد والد ماريا ساقه في المدنية الروسية في الحرب الأهلية الروسية انتقلت العائلة إلى أوكرانيا وبسبب حالة والدها، اضطرت دولينا إلى إعالة جميع أفراد الأسرة، وبالتالي تركت المدرسة وذهبت للعمل في مصنع. على الرغم من معارضة والدتها تدربت ماريا في نادي الطيران في القوات شبه العسكرية، وفي عام 1940، تخرجت من مدرسة الطيران. وبعد ذلك دخلت مدرسة إنجلس العسكرية للطيران قبل الغزو الألماني في 22 يونيو. عام 1941، عملت كمدربة في نوادي الطيران في دنيبرو بيتروفسك وميكولايف.

## مشاركتها في الحرب العالمية الثانية
في يوليو 1941، بدأت خدمتها العسكرية. قامت في البداية بقيادة الطائرة Polikarpov Po-2 بالاتصال بوحدات المشاة. وفي وقت لاحق أصبحت أحد أفراد طاقم إحدى قاذفات القنابل ثنائية المحرك من طراز Petlyakov Pe-2، في فوج التفجيري رقم 587.
ومع ذلك، أصبحت دولينا، التي وصفت نفسها بأنها «متهورة ومضطربة للغاية»، واحدة من أفضل الطيارين في وحدتها، ثم أعيدت تسميتها لاحقًا - لأدائها القتالي المتميز بحارسة فوج الانتحاريين.
في 2 يونيو 1943، تعرضت طائرة دولينا لضربة مدفعية مضادة للطائرات فوق كوبان قبل الوصول إلى هدفها، مما أدى إلى تعطيل المحرك وتسبب في نشوب حريق إلا أنها استمرت في الطيران وأجرت عملية التفجير. وفي طريق العودة، بدون مرافقة مقاتلة، هاجمت طيرانها ستة مقاتلين ألمان (فوك وولف فو 190 ومسرشميت بي اف 109). بشكل عام، طارت ماريا لـ 72 مهمة تفجير لمستودعات الذخيرة العدوانية والمعاقل والدبابات وبطاريات المدفعية والنقل بالسكك الحديدية والنقل المائي ودعم القوات البرية السوفيتية.

## فترة ما بعد الحرب
بعد الحرب، واصلت دولينا الخدمة في القوات الجوية السوفيتية كنائبة قائدة لفوج طيران القنابل. عاشت في مدينة شياولياي (الآن ليتوانيا) ثم في ريغا (الآن لاتفيا) حيث عملت في اللجنة المركزية للحزب الشيوعي اللاتفي حتى عام 1975. تزوجت من ميكانيكي القوات الجوية السوفيتية السابقة. بعد وفاة زوجها الأول في عام 1977، تزوجت من فوجها السابق.
في الذكرى السنوية الخمسين لنهاية الحرب العالمية الثانية تم ترقية دولينا إلى رتبة رائدة من قبل الرئيس الأوكراني ليونيد كوتشما ومنحها لقب «مواطنة كردية محترمة» من قبل رئيس بلدية كييف ليونيد كوساكيفسكي، ومدرسة كييف سميت باسمها تكريمها لها.
عاشت دولينا في كييف من عام 1983 حتى وفاتها في 3 مارس 2010 عن عمر يناهز 87 عامًا وشاركت في احتفالات عيد النصر على النازية في 2009.

## جوائز
- بطل الاتحاد السوفيتي
- وسام لينين
- 2 وسام الراية الحمراء
- وسام الحرب الوطنية من الدرجة الأولى
- وسام «الشجاعة»
- ميدالية «الدفاع عن القوقاز»
- ميدالية «الدفاع عن ستالينجراد»
- ميدالية الانتصار على ألمانيا في الحرب الوطنية العظمى 1941-1945

## فهرس
- Cottam, Kazimiera Janina. Women in War and Resistance – Selected Biographies of Soviet Women Soldiers. Newburyport MA, Focus Publishing/R. Pullins Co. 1998. (ردمك 1-58510-160-5).
- Milanetti، Gian Piero (2013). Soviet Airwomen of the Great Patriotic War - A pictorial history. Istituto Bibliografico Napoleone, Rome, Italy. ISBN:9788875651466.
- Milanetti, Gian Piero (2011). Le Streghe della Notte: La storia non detta delle eroiche ragazze-pilota dell'Unione Sovietica nella Grande Guerra Patriottica (بالإيطالية). Istituto Bibliografico Napoleone, Roma, Italia. ISBN:88-7565-100-0. Archived from the original on 2011-10-05.
- Pennington، Reina (1997). Wings, Women, and War: Soviet Airwomen in World War II Combat. University Press of Kansas. ISBN:0-7006-1554-7. مؤرشف من الأصل في 2019-03-30.
- Sakaida، Henry (2003). Heroines of the Soviet Union: 1941-45. Osprey Publishing. ISBN:978-1-84176-598-3.

## للمزيد من القراءة
- Прыжок из пламени. (В небе фронтовом; М., 1971). (بالروسية)
- Cottam, Kazimiera Janina. Women in War and Resistance – Selected Biographies of Soviet Women Soldiers. Newburyport MA, Focus Publishing/R. Pullins Co. 1998. (ردمك 1-58510-160-5).

## وصلات خارجية
- GUARDS MAJOR MARIYA DOLINA by Henry Sakaida, soviet-awards.com (2002)
- Mariya Ivanovna Dolina in the "Country Heroes" portal.
- Dolina's award certificates

(بالروسية)